# Адмони, Нахум
Нахум Адмони (ивр. נחום אדמוני‎; род. 21 ноября 1929, Иерусалим) —  израильский военный и политический деятель. С 1982 по 1989 год — директор Моссада.

## Биография
Родился в 1929 году в Иерусалиме в семье иммигрантов из Польши. Учился в гимназии «Рехавия». Присоединился к подпольной организации Хагана. Прошёл повышение квалификации в организации Шай, служил в разведке третьего батальона Пальмаха, принимал участие в войне за независимость Израиля. После провозглашения независимости Государства Израиль ушёл в запас в чине старшего лейтенанта. В 1949 году уехал в США, где изучал международные отношения в университете Беркли. Во время учёбы подрабатывал в еврейской воскресной школе, синагоге и на фабрике, занимающейся пошивом обмундирования для американской армии. В 1954 году вернулся в Израиль и поступил в спецшколу Моссада. Адмони прошёл в Моссаде все ступени служебной лестницы, проведя 28 лет на оперативной работе в зарубежных резидентурах. Его первая командировка была в Эфиопию. С середины 60-х годов работал в Париже, а в 70-х годах находился в качестве офицера связи в Вашингтон, где участвовал  совместных с ЦРУ операциях. В центральном аппарате Моссада был экспертом по альтернативной дипломатии и в 1976 году стал заместителем директора. В 1982 году правительство Израиля решило назначить на должность директора Моссада генерал-майора ЦАХАЛа Адама Йекутиэля, однако он погиб во время посещения в зоны боевых действий в Ливане. Вместо него, на эту должность был назначен Нахум Адмони.
За время его руководства внешней разведкой Моссад провёл ряд успешных операций. Наиболее известные — убийство 15 апреля 1988 года в Тунисе главы военного крыла организации ФАТХ, заместителя Ясира Арафата, организатора многочисленных террористических актов против израильтян и евреев Халила эль-Вазира, более известного, как Абу Джихад, похищение в 1986 году в Риме израильского техника-ядерщика, Мордехая Вануну получившего известность после раскрытия информации о ядерной программе Израиля в британской прессе. 
Адмони пробыл на посту директора Моссада 7 лет и ушел в отставку в 1989 году. По завершении службы занимал руководящие посты в различных фирмах, в том числе в инвестиционном отделении банка «Дисконт», банке «Мишкан», банке «Апоалим», в фирмах «Телеком» и «Осем». Адмони был также членом внутренней комиссии ШАБАКа по расследованию деятельности сотрудников организации после убийства премьер-министра Ицхака Рабина в 1995 году.